# Scopariopsis grisea
Scopariopsis grisea är en fjärilsart som beskrevs av Embrik Strand 1909. Scopariopsis grisea ingår i släktet Scopariopsis och familjen nattflyn. Inga underarter finns listade.